# Palestina 194
Palestina 194 è il nome dato alla campagna diplomatica dell'Autorità Nazionale Palestinese finalizzata a ottenere il riconoscimento dello Stato di Palestina come 194º Stato membro delle Nazioni Unite. La campagna è parte di una strategia mirante a ottenere riconoscimento internazionale dello Stato di Palestina, sulla base dei confini precedenti la Guerra dei Sei Giorni, con Gerusalemme Est come capitale. La campagna ha preso vigore nel periodo precedente alla 66ª sessione dell'Assemblea generale delle Nazioni Unite del 2011. L'iniziativa si sviluppò dopo due anni di impasse nei negoziati di pace con Israele, seguiti al rifiuto del governo israeliano di congelare l'espansione degli insediamenti in Cisgiordania. Il presidente palestinese Mahmoud Abbas presentò la richiesta di ammissione al Segretario Generale Ban Ki-moon il 23 settembre 2011, ma la richiesta non ebbe successo data la necessità del consenso degli Stati con diritto di veto nel Consiglio di Sicurezza, tra cui gli USA. L'anno seguente, Abbas presentò allora all'Assemblea Generale una richiesta di trasformare lo status di osservatore della Palestina all'ONU da "entità" a "stato non-membro". L'Assemblea generale votò a favore con la Risoluzione 67/19.